# Gussi Wigert
Augusta (Gussi el. Gussy) Eleonora Amalia Wigert, född 4 maj 1868 i Grängshammar i Silvbergs socken, Kopparbergs län, död 16 december 1894 i Uppsala, var en svensk målare och tecknare. 
Hon var dotter till brukspatronen Carl August Wigert och Sigrid Amalia Martina af Wirsén samt systerdotter till Carl David af Wirsén. Efter faderns död flyttade familjen till Uppsala 1884.
Wigert var tillsammans med Alida Hultberg och Bertha Wilhelmson de tre första kvinnliga eleverna vid Konstnärsförbundets målarskola i Stockholm 1886. Därefter studerade hon vid Konstakademien 1891–1893. Hennes konst består av landskapsskildringar.